# Stitch
Stitch, nacido como Experimento 626, es un personaje ficticio, el protagonista de la película Lilo & Stitch y su franquicia, en la que se incluyen las secuelas La película de Stitch, Lilo & Stitch 2: Stitch Has a Glitch y Leroy & Stitch, las series de televisión Lilo & Stitch: La serie, Stitch!, y Stitch & Ai, y una adaptación de acción real.
Originalmente creado para provocar el caos en toda la galaxia fue una amalgama de varias razas alienígenas con el fin de crear el arma definitiva, que se caracteriza por su mal genio y el comportamiento malicioso, rasgos que lo llevaron a mofarse y escapar heroicamente de la guardia galáctica que lo confiaría al exilio en un asteroide errante. Termina llegando a la Tierra y es arrollado por conductores que lo confunden con alguna extraña variedad de perro es llevado a la perrera donde la que sería su mejor amiga Lilo, lo adopta como su cachorro.
El creador del personaje y codirector de la primera película, Chris Sanders, le da voz en su versión original en inglés.

## Descripción general

### Personalidad
A lo largo de la franquicia, Stitch es desagradable para todos excepto Lilo, debido a su comportamiento destructivo y temperamental, ya que Lilo tiene una personalidad muy compatible con la de Stitch.
Suele mostrar que tiene un muy mal genio, a veces irritándose con facilidad. A pesar de ello también mostrándose empático hacia las emociones de los demás.
Los que se oponen a Stitch lo describen como "feo y deforme", mientras quienes le guardan afecto lo describen como "lindo y esponjoso".

## Historia

### Lilo & Stitch
El Experimento 626, más conocido como Stitch, es considerado un Experimento Malvado en su primera película. Fue creado por el doctor Jumba, un genio malvado que crea mutaciones genéticas prohibidas, este último fue detenido por el Consejo Galáctico.
Stitch es recluido en una celda que rastrea su material genético, de la cual logra escapar. Sale en una nave patrulla roja y activa el hipervuelo. Al huir, llega a la Tierra, donde aterriza en una isla llamada Hawái.
Una vez en la Tierra, Stitch es atropellado por un camión que no logra hacerle ningún daño. Después de esto, es llevado a un refugio de animales en donde es considerado como algo similar a un perro. 
Por otra parte, Lilo es una niña pequeña que sufrió la pérdida de sus padres, ella practica Hula y alimenta a Pato el pez cada jueves porque cree que controla el clima. Nani es la hermana mayor de Lilo y se hace cargo de ella. Al sentirse sola y sin amigas, Lilo pide que le sea enviado un ángel y Nani decide llevarla al refugio de animales para que adopte a una mascota. Es ahí donde conoce a Stitch y lo elige como su perrito. 
Después de la fuga de Stitch a la Tierra, Jumba y Peakley son enviados a la tierra para capturar a Stitch y siguen paso a paso a la pequeña Lilo para tratar de llegar a su objetivo.
Al final de la trama, Gantu es comisionado a completar la misión por órdenes del Consejo Galáctico, y este logra atrapar a Stitch pero también a la pequeña Lilo. Nani, angustiada por su pequeña hermana pide a Jumba y a Peakley que la ayuden a rescatar a Lilo. Siendo finalmente consciente de que son unos extraterrestres y que Stitch también lo es. 
Al rescatar a Lilo, una nave del Consejo Galáctico aterriza sobre la costa con el fin de llevarse a Stitch. Este último, antes de despedirse, declara que encontró al fin a su familia, que es chiquita pero buena. Lilo le muestra a la Gran Consejal el certificado de adopción de Stitch, en el que dice que es de ella, y que, de llevárselo, serían roba-perros. 
La Gran Consejal decide que Stitch lleve su sentencia en la tierra, pues es donde Stitch encuentra a su "Ohana".